# Chamberlin (cráter)

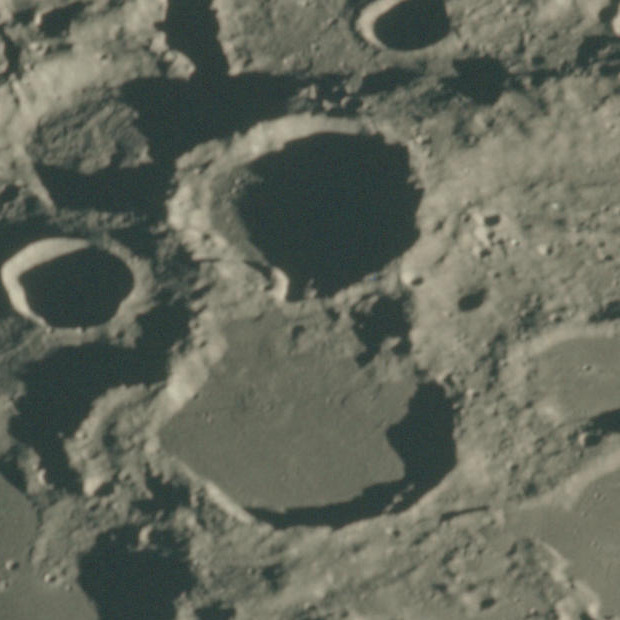
Imagen oblicua del Apolo 15 con el cráter Moulton debajo al centro, y el Chamberlin abajo al centro, orientación sur.

Chamberlin es un cráter que se encuentra en la cara oculta de la Luna, justo después de la extremidad sudeste. Se encuentra al sureste del cráter  Jeans, y el cráter  Moulton está unido al borde sudeste de Chamberlin. Este cráter se encuentra en una parte de la superficie lunar donde los interiores de los cráteres han sido cubiertos de lava, produciendo cráteres en tonos oscuros.
El borde exterior de esta formación es de forma algo irregular, con protuberancias externas al este y sureste. El borde sur esta parcialmente desintegrado, y se une al borde noroeste del Moulton. El terreno interior del Chamberlin ha sido inundado por lava basáltica, produciendo una superficie casi plana con un albedo menor que la superficie lunar típica. El interior carece de características de interés, y está marcado solo por unos pocos cráteres minúsculos.

## Cráteres satélite
Por convención estos elementos son identificados en los mapas lunares poniendo la letra en el lado del punto medio del cráter que está más cerca de Chamberlin.
|            | \| Chamberlin \| Coordenadas \| Diámetro \| \| ---------- \| ------------------------------- \| -------- \| \| D \| 57°30′S 102°06′E / -57.5, 102.1 \| 21 km \| \| H \| 59°48′S 99°54′E / -59.8, 99.9 \| 27 km \| \| R \| 60°00′S 92°18′E / -60.0, 92.3 \| 38 km \| |          |
| Chamberlin | Coordenadas | Diámetro |
| D          | 57°30′S 102°06′E / -57.5, 102.1 | 21 km    |
| H          | 59°48′S 99°54′E / -59.8, 99.9 | 27 km    |
| R          | 60°00′S 92°18′E / -60.0, 92.3 | 38 km    |